# تیمساید

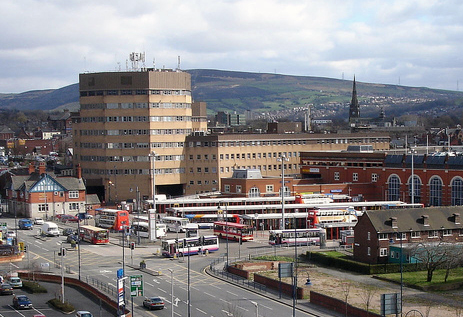
تیمساید.

تِیمْسایدْ (به انگلیسی: Tameside) یکی از شهرهای منطقهٔ منچستر بزرگ در شمال غرب انگلستان است. جمعیت این شهر بالغ بر ۲۱۴٬۴۰۰ نفر است.
تیمساید از سمت شمال به اولدهام، از سمت جنوب به استاکپورت، از سمت شرق به دربیشیر و از سمت غرب به منچستر محدود شده و فاصلهٔ آن تا مرکز شهر منچستر حدود ۶٫۴ کیلومتر است.